# 乌兰图嘎镇
乌兰图嘎镇，是中华人民共和国吉林省松原市前郭尔罗斯蒙古族自治县下辖的一个乡镇级行政单位。

## 行政区划
乌兰图嘎镇下辖以下地区：
大老爷府社区、乌兰图嘎村、浩勒宝坨子村、万宝山村、花坨子村、大房身村、岱音村、太力伯村、八大户村、五间房村、董家窝堡村、高家围子村和大德营子村。